# Jan Małachowski
Jan Małachowski (Bąkowa Góra, 1623 - 1699), was de 58e bisschop van Krakau en Secretaris- en Groot-kanselier van de Kroon.

## Biografie
Jan Małachowski was een telg van de Poolse heraldische clan Nałęcz. Hij studeerde aan de Jagiellonische Universiteit.
Voor zijn verdiensten als kapelaan van koning Jan II Casimir van Polen werd Małachowski in 1666 benoemd tot Secretaris van de Kroon.
Zijn voorganger Andrzej Trzebicki overwoog om de Lazaristen naar Krakau te halen. Małachowski maakte dit plan waar. Ook bracht hij de Orde van Maria Visitatie naar Krakau en stichtte voor hun een kloosterkerk.
Małachowski introduceerde als Groot-kanselier van de Kroon de "Podatek wieczysty" om 20 procent belasting te heffen op het inkomen van kerkelijke eigendommen en 10 procent op die van edele eigendommen. Hij probeerde net zoals zijn voorganger Andrzej Trzebicki om Lodewijk II van Bourbon-Condé op de Poolse troon te zetten.
Jan Małachowski is in de Wawelkathedraal begraven. Hij schonk de serie Verhaal van Jacob aan de kathedraal en liet zeven tapijten na aan de Orde van Maria Visitatie.

## Gestichte bouwwerken

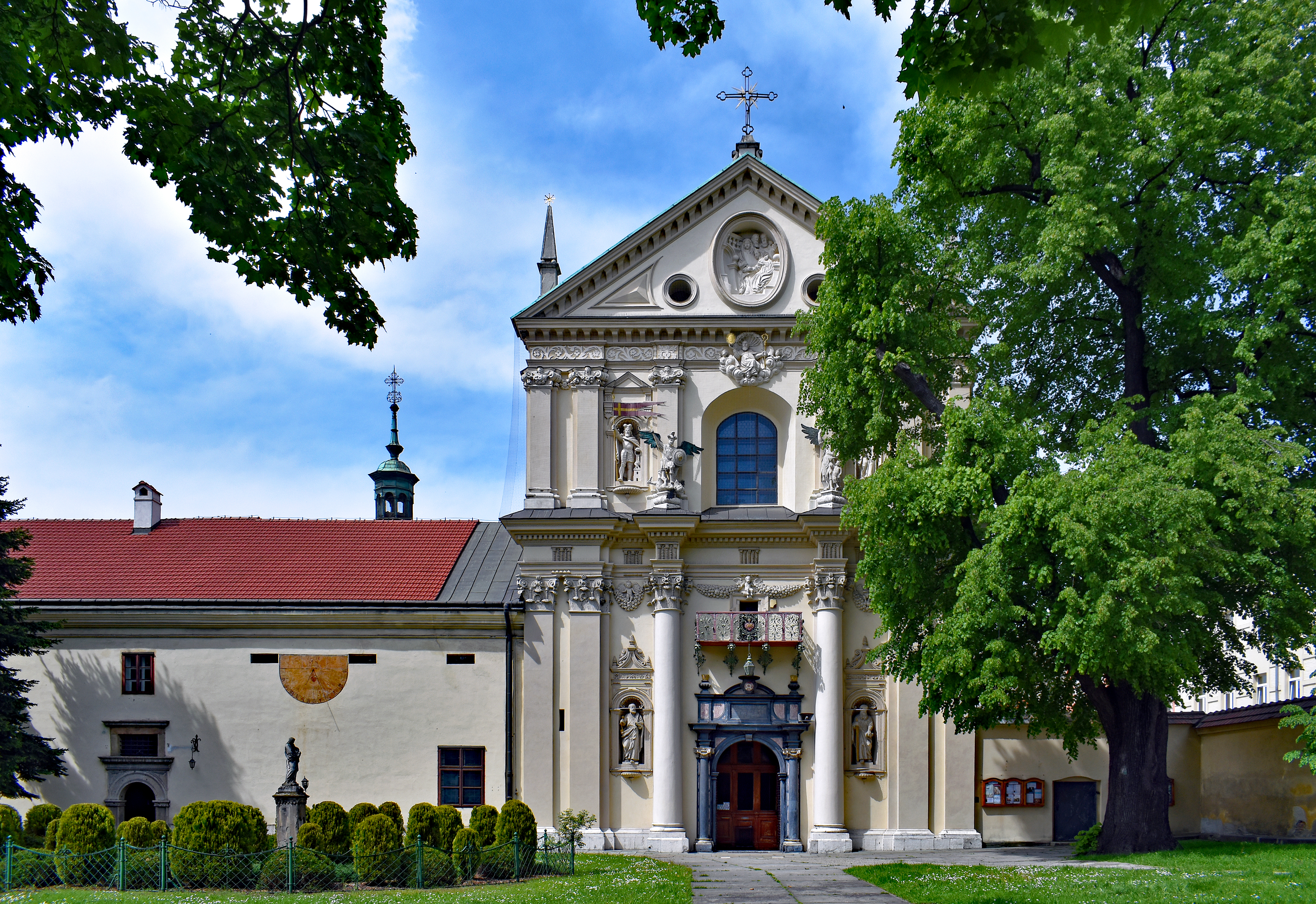
Franciscus van Saleskerk in Krakau

- Virtual International Authority File: 311275748